# Agrostis volkensii
Agrostis volkensii är en gräsart som beskrevs av Otto Stapf. Agrostis volkensii ingår i släktet ven, och familjen gräs. Inga underarter finns listade i Catalogue of Life.